# Hormone thyréotrope
L'hormone thyréotrope (TRH, de l'anglais : thyrotropin-releasing hormone), également appelée thyréolibérine ou protiréline sous sa forme synthétique, est une hormone peptidique produite par l'hypothalamus qui stimule la synthèse et la libération de la thyréostimuline (TSH) et de la prolactine par l'hypophyse antérieure. Il s'agit d'un tripeptide de 362,4 Da ayant pour séquence (pyro)Glu–His-Pro-NH2.
L'hypophyse a une action sur la thyroïde par l'intermédiaire de la TSH. Elle-même est sous le contrôle d'un facteur hypothalamique : la TRH. TSH et TRH sont responsables de l'augmentation de la captation d'iode, de la synthèse des hormones thyroïdiennes et de leur mise en circulation dans le sang.
C'est à Roger Guillemin et Andrew V. Schally que l'on doit la découverte en 1969 de la séquence peptidique de la TRH humaine ainsi que la première synthèse de l'hormone.
On peut également détecter la présence de TRH dans d'autres parties du cerveau, ainsi que dans l'appareil digestif et les îlots du pancréas. Des préparations médicales de TRH sont utilisées dans les tests diagnostiques des troubles de la thyroïde ainsi qu'en cas d'acromégalie.

## Forme synthétique
La forme synthétique de l'hormone thyréotrope est la protiréline, un tripeptide (L-pyroglutamyl-L-histidyl-L-prolinamide) dont la séquence est identique à celle de l'hormone naturelle.
Elle est commercialisée sous le nom de Stimu-TSH en France, TRH-Ferring en Allemagne par le laboratoire Ferring Pharmaceuticals et au Japon, sous forme de tartrate, sous le nom de Hirtonin par les laboratoires Takeda.
Elle est utilisée pour effectuer des tests à la TRH dans le cadre de l'exploration fonctionnelle pour le diagnostic des affections thyroïdiennes et dans l'étude de la sécrétion de la prolactine.

## Pathologie
Un anticorps dirigé contre le récepteur de la TSH ou une mutation activatrice du récepteur provoquent une hypersécrétion d'hormone thyroïdienne (thyroxine T4 et triiodothyronine T3), responsable d'une hyperthyroïdie qui peut être la cause de la maladie de Basedow.

## Valeur normale
- La valeur normale de la concentration plasmatique en TSH est comprise entre 0,3 et 2,5 mUI/L.

## Indications
En France, la protiréline a pour indications :
« L'exploration dynamique de l’axe hypophyso-thyroïdien lorsque les examens hormonaux statiques ne permettent pas le diagnostic et le suivi thérapeutique des affections thyroïdiennes, en cas de :
- dysthyroïdie d’origine hypothalamo-hypophysaire ;
- traitement visant à freiner la sécrétion de TSH lors des cancers thyroïdiens évolutifs. »[4]

« L'exploration de la sécrétion de prolactine lorsque le diagnostic d’anomalie de la sécrétion est douteux. »,

### Diagnostic et surveillance biologiques de l’hyperthyroïdie
Depuis l’apparition du dosage ultra-sensible de la TSH de 2e ou de 3e génération, il n’y a plus d’intérêt à utiliser la protiréline pour un test à la TRH pour établir le diagnostic d'hyperthyroïdie. Toutefois, le test à la TRH peut être utile dans certaines circonstances comme le diagnostic :
- des adénomes thyréotropes de l'antéhypophyse[Note 1] ;
- du syndrome de résistance hypophysaire sélective ou préférentielle aux hormones thyroïdiennes[Note 2].

### Diagnostic et surveillance biologiques de l’hypothyroïdie
L’intérêt principal du test à la TRH par la protiréline est le diagnostic d’hypothyroïdie secondaire ou tertiaire. Depuis la mise sur le marché des dosages ultra-sensibles de la TSH  de 2e ou de 3e génération, il n’y a plus d’intérêt à utiliser la protiréline pour un test à la TRH dans le diagnostic d'hypothyroïdie primaire. Son intérêt pour diagnostiquer une hypothyroïdie fruste n’est pas établi.

### Traitement visant à freiner la sécrétion de TSH lors des cancers thyroïdiens évolutifs
Dans le traitement des cancers thyroïdiens évolutifs, la stimulation de la TSH par la protiréline n’a plus aucune utilité dans la confirmation du caractère freinateur d’un traitement par les hormones thyroïdiennes. Le test à la TRH est maintenant remplacé par les dosages ultrasensibles de TSH.

### Action de la TRH sur la sécrétion de prolactine
D’après la littérature et les avis d’experts, les techniques d’imagerie à haute résolution (IRM notamment) ont rendu l'utilisation de la protiréline pour un test à la TRH par la protiréline obsolète pour distinguer les prolactinomes des hyperprolactinémies idiopathiques,,.

## Effets indésirables
Les effets indésirables, assez fréquemment rapportés en fin d'injection, sont : céphalée, nausée, sensation vertigineuse, lipothymie, flush et miction impérieuse.
Les données de pharmacovigilance recueillies de 1996 à 2005 montrent que les effets indésirables observés sont rares. 
Cependant, trois cas graves de nécrose hémorragique de macroadénomes hypophysaires ont été observés avant 2005.